# Robert Jones Ghartey
Robert Jones Ghartey (* ? in Winneba; † 1897) hieß eigentlich Kwamin Akyempong und stammte aus Winneba. Er wurde in seiner Jugend nach England zur Ausbildung geschickt, wo er sich selbst den Namen Robert Jones Ghartey zulegte. Nach seiner Rückkehr nach Winnebah war er zunächst als Teilhaber und Agent einer europäischen Firma tätig, später eröffnete er dann in Annamaboe ein eigenes Handelsgeschäft, mit dem er besonders im Holzexport tätig war. Auch galt er als Förderer des Bergbaus. Er engagierte sich früh in der Mankessim-Bewegung und trotz seiner nur bescheidenen Bildung galt er im Rahmen dieser als einer der „gebildeten Persönlichkeiten in der Führung“. In der Zeit vom 5. Dezember 1868 bis zum 6. Juni 1873 bekleidete er das Amt des „Chief Magistrate for our Fantee National Supreme Court now at Mankessim“ innerhalb der Führung der Fanti-Konföderation und man kann ihn hier, wenn man mal von den „King-Presidents“ absieht, als eine der wichtigsten Persönlichkeiten ansehen, wenn man von einer echten Regierung sprechen kann. Gleichzeitig war er auch die Führungsfigur der „gebildeten Afrikaner“ innerhalb der staatlichen Machthierarchie. Nach dem Untergang der Fante-Konföderation amtierte er unter dem Namen Ghartey IV. als König von Winnebah. Er starb 1897.